# Taphinellina chujoi
Taphinellina chujoi là một loài bọ cánh cứng trong họ Chrysomelidae. Loài này được Nakane miêu tả khoa học năm 1958.